# Danuta Bułkowska
Danuta Bułkowska, po mężu Milej (ur. 31 stycznia 1959 w Olszance) – polska lekkoatletka, która specjalizowała się w skoku wzwyż.

## Życiorys
Była medalistką halowych mistrzostw świata oraz halowych mistrzostw Europy. Zdobyła brązowy medal podczas World Indoor Games w Paryżu w roku 1985 -  zawody ten zostały później uznane za pierwsze halowe mistrzostwa świata. Dwukrotnie zdobywała brązowe medale halowych mistrzostw Europy: Göteborg 1984 i Pireus 1985.
Bez powodzenia uczestniczyła w mistrzostwach Europy (Praga 1978) oraz w igrzyskach olimpijskich w Moskwie (1980). Podczas mistrzostw Europy w roku 1986 zajęła 7. miejsce, tak samo jak na halowych mistrzostwach Europy w Liévin w roku 1987.
Dwukrotna rekordzistka kraju, przy czym wynik z 1984 (1,97) był przez dokładnie 29 lat rekordem Polski.
Dziewięciokrotnie zdobywała mistrzostwo Polski na otwartym stadionie (w latach 1977, 1982, 1983, 1984, 1985, 1986, 1987, 1988 i 1989), a pięciokrotnie w hali (w latach 1983, 1984, 1985, 1986 i 1987).